# Leslie (namn)
Leslie är namnet på en skotsk klan och därmed ett traditionellt skotskt efternamn. Det används också som förnamn av både män och kvinnor. Namnet härstammar från gaeliskan och betyder grå borg eller järnekslund.  Namnet Leslie ingår i många geografiska namn.
En alternativ stavning är Lesley. Den är mindre vanlig i efternamn och i geografiska namn. I förnamn förekommer den som mest bland kvinnor.

## Personer med efternamnet Leslie eller Lesley
- Alexander Leslie (omkring 1580–1661), skotsk militär, bland annat i svensk tjänst
- Arthur Leslie (1899–1970), brittisk skådespelare
- Charles Robert Leslie (1794–1859), brittisk målare
- David Leslie, flera personer
  - David Leslie, 1:e lord Newark (1601–1682), skotsk militär
  - David Leslie (racerförare) (1953–2008), skotsk racerförare
- Euphemia Leslie (1508–1570), skotsk abbedissa
- Fiona Lesley Smith (född 1973), kanadensisk ishockeyspelare
- Frank Leslie (1821–1880), brittisk-amerikansk tecknare, gravör och tidningsutgivare
- George Dunlop Leslie (1835–1921), brittisk målare
- Harry G. Leslie (1878–1937), amerikansk politiker, republikan, guvernör i Indiana
- Henry David Leslie (1822–1896), brittisk musiker och kompositör
- Joan Leslie (1925–2015), amerikansk skådespelare
- John Leslie, flera personer
  - John Leslie (fysiker) (1766–1832), brittisk fysiker och meteorolog
  - John Leslie (porrskådespelare) (1945–2010), amerikansk porrskådespelare, regissör och filmproducent
  - John Peter Lesley (1819–1903), amerikansk geolog
- Lisa Leslie (född 1972), amerikansk basketspelare
- Noël Leslie (1878–1956), brittisk adelsdam, kändis  och välgörare
- Peter Leslie (1877–1953), brittisk målare
- Preston Leslie (1819–1907), amerikansk politiker, demokrat, guvernör i Kentucky
- Rose Leslie (född 1987), brittisk skådespelare
- Ryan Leslie (född 1978), amerikansk musikproducent och sångare
- Thomas Edward Cliffe Leslie (1825–1882), irländsk nationalekonom
- Walter Leslie (1606–1667), skotsk greve och militär

## Personer med förnamnet Leslie eller Lesley (urval)

### Kvinnor
- Lesley Beake (född 1949), sydafrikansk ungdomsboksförfattare
- Leslie Bibb (född 1974), amerikansk fotomodell och skådespelare
- Leslie Burr-Howard (född 1956), amerikansk ryttare
- Leslie Caron (född 1931), fransk skådespelare
- Lesley-Anne Down (född 1954), brittisk skådespelare och fotomodell
- Leslie Feist (född 1976), kanadensisk musiker
- Lesley Glaister (född 1956),  brittisk författare och dramatiker
- Lesley Gore (1946–2015), amerikansk sångare
- Leslie Hardy, australisk rockmusiker och skådespelare
- Leslie Hope (född 1965), kanadensisk skådespelare
- Lesley Horton, brittisk kriminalförfattare
- Lesley Lawson (född 1949), brittisk fotomodell och skådespelare, känd som "Twiggy"
- Lesley Lokko (född 1964), brittisk författare
- Leslie Mann (född 1972), amerikansk skådespelare
- Lesley Manville (född 1956), brittisk skådespelare
- Lesley Sharp (född 1960), brittisk skådespelare
- Lesley Stahl  (född 1941), amerikansk journalist och författare
- Lesley Thompson (född 1959), kanadensisk roddare
- Lesley Turner Bowrey (född 1942), australisk tennisspelare
- Lesley Ann Warren (född 1946), amerikansk skådespelare
- Leslie Wing, amerikansk skådespelare

### Män
- Leslie Bricusse (född 1931), brittisk kompositör, sångtext- och manusförfattare
- Leslie Bridgewater (1893–1975), engelsk kompositör
- J. Leslie Broadbent (1891–1935), utbrytare från mormonerna, polygamist
- Leslie Charteris (1907–1993), kinesisk-brittisk författare
- Leslie Cheung (1956–2003), hongkongkinesisk skådespelare och sångare
- Leslie Compton (1912–1984), engelsk fotbolls- och cricketspelare
- Leslie Andrew Garay (född 1924), amerikansk botaniker, taxonom
- Leslie Graham (1911–1953), brittisk roadracingförare
- Leslie Howard (1893–1943), brittisk skådespelare,regissör och filmproducent
- Leslie Jensen (1892–1964), amerikansk politiker, republikan, guvernör i South Dakota
- Leslie Laing (född 1925), jamaicansk löpare
- Leslie Law (född 1965), brittisk ryttare
- Leslie Maguire (född 1941), brittisk pianist
- Leslie Manigat (1930–2014), haitisk politiker, president
- Leslie H. Martinson (född 1915), amerikansk tv- och filmregissör
- Leslie A. Miller (1886–1970), amerikansk politiker, demokrat, guvernör i Wyoming
- Leslie Milne(född 1956), amerikansk ishockeyspelare
- Leslie Nielsen (1926–2010), kanadensisk skådespelare och komiker
- Leslie Phillips (född 1924), brittisk skådespelare
- Leslie M. Shaw (1848–1932), amerikansk politiker, republikan, finansminister
- Leslie Statham (1905–1974), brittisk kompositör och orkesterledare
- Leslie Stevens (1924–1998), amerikansk regissör
- Leslie Thomas (1931–2014), walesisk författare
- Leslie West (född 1945), amerikansk gitarrist och sångare
- Leslie White (1900–1975), amerikansk antropolog